# Mudżajdil
Mudżajdil (arab. مجيدل) – wieś w Syrii, w muhafazie Hims. W 2004 roku liczyła 361 mieszkańców.